# 路航
路航（1987年5月15日—），旅法华人艺术家，出生于北京，现居住并工作于北京和巴黎。其先后就读于中国四川美术学院油画系、法国布尔日国立高等美术学院造型艺术专业、巴黎第一大学艺术创作专业。其艺术主要集中于油画和拼贴创作。

## 艺术履历
主要个展

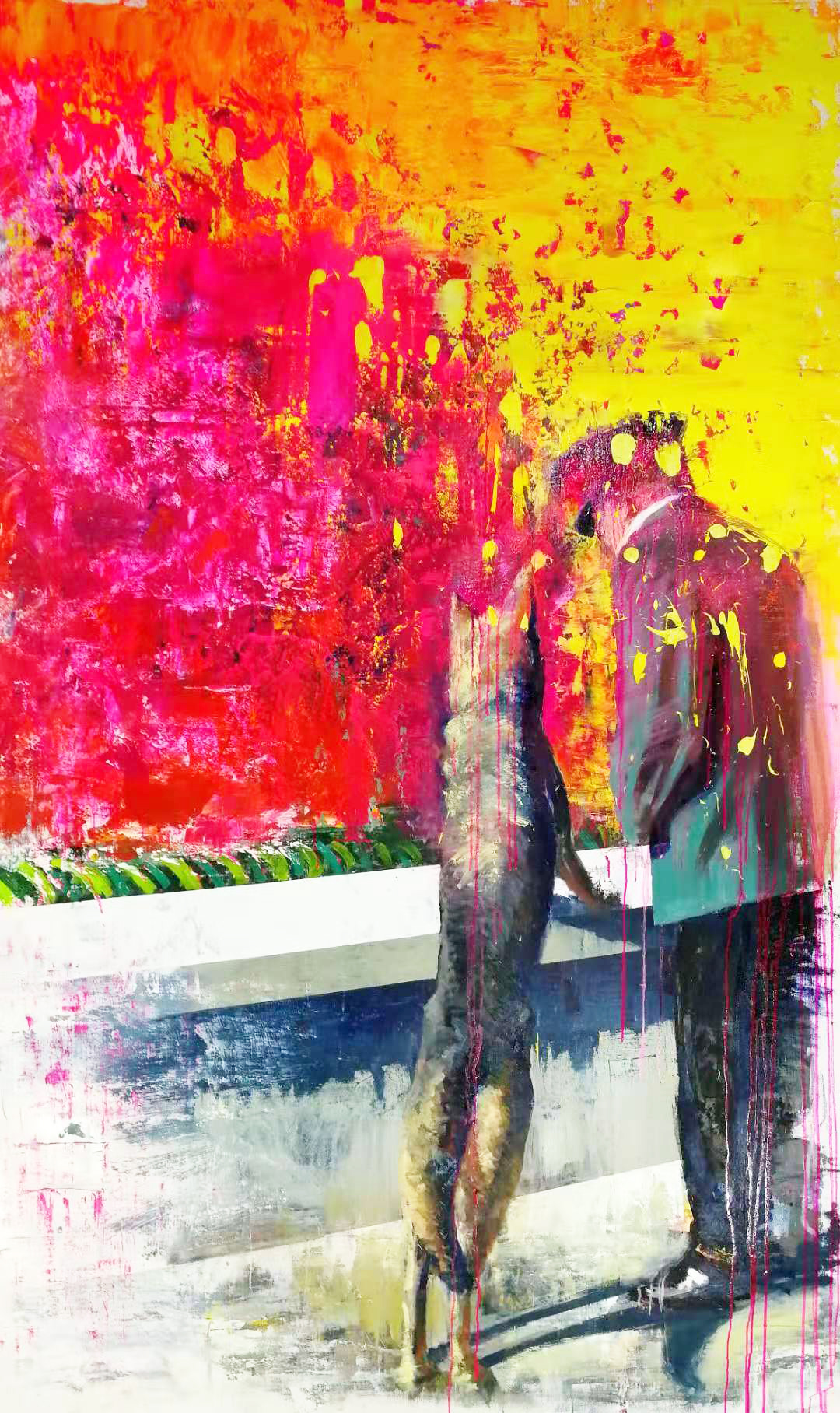
Dog, oil on canvas, 200cm x 125cm, 2019

- 2017年 “关于痕迹”，蓝顶美术馆，成都，中国[2]
- 2019年 “神话、历史与寓言”，CROUS画廊，巴黎，法国[3]
- 2019年 “教父与孩子”，SOL画廊，巴黎，法国[4]
- 2020年 “人工景观”，Paris Horizon画廊，巴黎，法国[5]

主要奖项
- 2021年 获ICART Prix Jeunesse奖项[6]
- 2021年 获法国青年艺术家创作奖

## 外部連結
- 路航 site officiel （页面存档备份，存于）
- 路航巴黎Horizon画廊个人页面 （页面存档备份，存于）